# المستشفى العسكري بقابس
المستشفى العسكري بقابس  هو مستشفى عسكري تونسي يقع في قابس. هو مؤسسة عمومية ذات طابع إداري يتمتع بالشخصية المعنوية والاستقلالية المالية. أسس في 1989.

## الوحدات والاختصاصات
المهمة الرئيسية للمستشفى هي توفير الرعاية المتخصصة الجيدة للغاية من خلال استخدام التكنولوجيا الحديثة وتنفيذ هيئات التصرف المناسبة. يعمل بمثابة مركز تشخيص وعلاج وخبرة طبية.

خدمات المستشفى المتخصصة هي:
- قسم الجراحة (جامعي).
- قسم الطب الباطني (جامعي).
- قسم جراحة العظام والكسور.
- قسم طب الأنف والأذن والحنجرة.
- قسم طب العيون.
- قسم طب القلب.
- قسم طب الجهاز الهضمي.
- قسم طب الحساسية الهوائية.
- قسم طب الأطفال.
- قسم طب الأسنان.

خدمات المستشفى ووحداته الصحية المشتركة هي التالية:
- قسم التصوير الطبي والتشخيص بالأشعة.
- قسم مختبر نقل الدم.
- قسم الصيدلة.
- قسم التخدير والعناية المركزة.
- قسم علم الأمراض التشريحي.
- قسم العيادة الخارجية.
- قسم الطوارئ والإستعجالي.
- قسم الطب البدني وإعادة التأهيل.
- قسم نظافة المستشفى وحماية البيئة.
- وحدة غرفة العمليات المركزية.

## مقالات ذات صلة
- الجيش الوطني التونسي
- وزارة الدفاع الوطني (تونس)